# Antonio José de Sucre (José Felipe Márquez Cañizalez)
Pour les articles homonymes, voir Sucre (homonymie).
Antonio José de Sucre est l'une des trois paroisses civiles de la municipalité de José Felipe Márquez Cañizalez dans l'État de Trujillo au Venezuela. Sa capitale est La Placita.